# Atletica leggera ai Giochi della XXIV Olimpiade - Salto con l'asta

Video della Finale

Il salto con l'asta ha fatto parte del programma maschile di atletica leggera ai Giochi della XXIV Olimpiade. La competizione si è svolta nei giorni 26-28 settembre 1988 allo Stadio olimpico di Seul.

## Presenze ed assenze dei campioni in carica
| Competizione        | Atleta        | Prestazione | Seul 1988  |
| ------------------- | ------------- | ----------- | ---------- |
| Olimpiadi 1984      | Pierre Quinon | 5,75 m      | Non selez. |
| Goodwill Games 1986 | Sergej Bubka  | 6,01 m      | Presente   |
| Europei 1986        | Sergej Bubka  | 5,85 m      | Presente   |
| Asiatici 1986       | Ji Zebiao     | 5,40 m      | Assente    |
| Panamericani 1987   | Mike Tully    | 5,71 m      | Non qual.  |
| Mondiali 1987       | Sergej Bubka  | 5,85 m      | Presente   |

1. ↑  È anche primatista mondiale con 6,06, record stabilito il 10 luglio 1988.

## Turno eliminatorio
Qualificazione5,50 m
Solo 2 atleti ottengono la misura richiesta (Bubka e Gataullin). Ad essi vengono aggiunti tutti coloro che hanno superato 5,45 (uno) e 5,40 (dodici).

Alla finale quindi sono iscritti 15 atleti.

## Finale
Stadio Olimpico, mercoledì 28 settembre.
L'unico titolo che manca a Serhij Bubka è l'alloro olimpico. Il campione sovietico guarda tutti dall'alto dei suoi 6,06 metri, un record inarrivabile per i suoi avversari.

Comincia la finale dai soliti 5,70 che però sbaglia alla prima prova. Il connazionale Gataullin comincia alla stessa altezza e va su al primo tentativo. Affrontano 5,75 ben sei atleti, a dimostrazione di come la specialità abbia fatto progressi negli ultimi anni. A questa quota esce di scena Thierry Vigneron.
Bubka vince la resistenza di Gataullin a quota 5,90 (nuovo record olimpico), che supera alla terza prova.
| Pos        | Atleta              | Paese            | 5,10 | 5,25 | 5,40 | 5,50 | 5,60 | 5,65 | 5,70 | 5,75 | 5,80 | 5,85 | 5,90 | 5,95 | Misura | Note            |
| ---------- | ------------------- | ---------------- | ---- | ---- | ---- | ---- | ---- | ---- | ---- | ---- | ---- | ---- | ---- | ---- | ------ | --------------- |
|            | Serhij Bubka        | Unione Sovietica |      |      |      |      |      |      | XO   | -    | -    | -    | XXO  |      | 5,90   | Record olimpico |
|            | Rodion Gataullin    | Unione Sovietica |      |      |      |      |      |      | O    | -    | -    | XXO  | -    | XXX  | 5,85   |                 |
|            | Grigorij Egorov     | Unione Sovietica |      |      |      | O    | -    | -    | XO   | -    | O    | -    | XXX  |      | 5,80   |                 |
| 4          | Earl Bell           | Stati Uniti      |      |      | O    |      | O    | -    | O    | XXX  |      |      |      |      | 5,70   |                 |
| 5          | Philippe Collet     | Francia          |      |      |      | XO   | -    | -    | XO   | XXX  |      |      |      |      | 5,70   |                 |
| 5 ex aequo | Thierry Vigneron    | Francia          |      | XO   | -    | O    | O    | -    | XO   | X    | Rit. |      |      |      | 5,70   |                 |
| 7          | István Bagyula      | Ungheria         | O    | O    | O    | O    | O    | XXX  |      |      |      |      |      |      | 5,60   |                 |
| 8          | Philippe d'Encausse | Francia          |      |      | O    | X--  | XO   |      | XXX  |      |      |      |      |      | 5,60   |                 |
| 9          | IAsko Peltoniemi    | Finlandia        |      |      | O    |      | XXO  |      | XXX  |      |      |      |      |      | 5,60   |                 |
| 10         | Kory Tarpenning     | Stati Uniti      |      |      |      | O    |      | XXX  |      |      |      |      |      |      | 5,50   |                 |
| 11         | Zdeněk Lubenský     | Cecoslovacchia   |      | XO   |      | O    |      | XXX  |      |      |      |      |      |      | 5,50   |                 |
| 12         | Billy Olson         | Stati Uniti      |      |      |      | XXO  |      | XXX  |      |      |      |      |      |      | 5,50   |                 |
| 13         | Hermann Fehringer   | Austria          |      | O    | O    | XXX  |      |      |      |      |      |      |      |      | 5,40   |                 |
| N.C.       | Mirosław Chmara     | Polonia          |      |      |      |      | XXX  |      |      |      |      |      |      |      | N.M.   |                 |
| N.C.       | Marian Kolasa       | Polonia          |      |      |      | XXX  |      |      |      |      |      |      |      |      | N.M.   |                 |